# Бразорія (округ, Техас)
Шаблон:StateAbbr_ 29°10′ пн. ш. 95°26′ зх. д. / 29.17° пн. ш. 95.44° зх. д.
Округ Бразорія (англ. Brazoria County) — округ (графство) у штаті Техас, США. Ідентифікатор округу 48039.

## Історія
Округ утворений 1836 року.

## Демографія
За даними перепису 2000 року загальне населення округу становило 241767 осіб, зокрема міського населення було 172233, а сільського — 69534. Серед мешканців округу чоловіків було 124837, а жінок — 116930. В окрузі було 81954 домогосподарства, 63128 родин, які мешкали в 90628 будинках. Середній розмір родини становив 3,23.
Віковий розподіл населення поданий у таблиці:
| Стать    | До 15 років | 15-21 | 22-29 | 30-39 | 40-49 | 50-65 | 65-85 | Понад 85 |
| -------- | ----------- | ----- | ----- | ----- | ----- | ----- | ----- | -------- |
| Чоловіки | 29336       | 12887 | 12647 | 21075 | 22081 | 17454 | 8775  | 582      |
| Жінки    | 27997       | 11448 | 12057 | 18882 | 18380 | 16193 | 10637 | 1336     |

## Суміжні округи
- Гарріс — північ
- Галвестон — північний схід
- Матагорда — південний захід
- Вартон — захід
- Форт-Бенд — північний захід

## Виноски
1. ↑  U.S. Decennial Census. United States Census Bureau. Архів оригіналу за 26 квітня 2015. Процитовано 19 квітня 2015.
2. ↑  Texas Almanac: Population History of Counties from 1850–2010 (PDF). Texas Almanac. Архів оригіналу (PDF) за 26 лютого 2015. Процитовано 19 квітня 2015.
3. ↑  State & County QuickFacts. United States Census Bureau. Архів оригіналу за 7 липня 2011. Процитовано 8 грудня 2013. [Архівовано 2011-08-07 у Wayback Machine.](англ.) Наведено за англійською вікіпедією.
4. ↑  American FactFinder. Бюро перепису населення США. Архів оригіналу за 26 лютого 2012. Процитовано 31 січня 2008. [Архівовано 2008-05-21 у Wayback Machine.]

| США | Це незавершена стаття з географії США. Ви можете допомогти проєкту, виправивши або дописавши її. |